# شهر التراث (تونس)
شهر التراث هي تظاهرة ثقافية سنويّة تنظّمها وزارة الثّقافة والمحافظة على التّراث انطلاقا من يوم 18 أفريل إلى 18 ماي من كل سنة، تحتفي بالتّراث الثّقافي التّونسي المادّي واللّامادي في كافّة جهات الجمهوريّة وذلك عبر تنظيم حفلات وعروض للفنون الشعبية ومعارض للصناعات التقليدية..